# كارلوس فيراري
كارلوس فيراري (19 فبراير 1979 بارانا البرازيل - ) هو لاعب كرة قدم برازيلي يلعب كمهاجم.

## وصلات خارجية
كارلوس فيراري على موقع قاعدة بيانات كرة القدم.إي يو (الإنجليزية)
- كارلوس فيراري على موقع Soccerbase.com (لاعب) (الإنجليزية)
- كارلوس فيراري على موقع Soccerway.com (الإنجليزية)